# Christophe Coin
Christophe Coin (* 26. Januar 1958 in Caen) ist ein französischer Cellist, Gambist und Dirigent.

## Leben und Wirken
Christophe Coin begann seine Ausbildung in Caen bei Jacques Ripoche. Er studierte bei André Navarra am Pariser Konservatorium und erhielt 1974 das Abschlussdiplom (1er Prix) im Fach Violoncello. Ab 1976 studierte er mit einem Stipendium unter anderem bei Nikolaus Harnoncourt in Wien und ergänzte seine Ausbildung auf der Viola da Gamba bei Jordi Savall in Basel.
Anfänglich trat er vorwiegend als Solist in Erscheinung, gründete 1984 das Mosaïques Ensemble und 1987 das gleichnamige Quartett mit Erich Höbarth, Andrea Bischof und Anita Mitterer, mit denen er hauptsächlich Musik der Wiener Klassik spielt. Von 1991 bis 2013 leitete er das Ensemble Baroque de Limoges, mit dem er auch Oratorien- und Opernproduktionen erarbeitete.
Christophe Coin lehrt Barockcello und Viola da Gamba am Pariser Konservatorium und an der Schola Cantorum Basiliensis. Komplementär zur historischen Aufführungspraxis organisiert er regelmäßig internationale Kolloquien über die Bauweise und Spieltechniken historischer Instrumente und gewinnt Erkenntnisse, die er in seine Musizierpraxis einfließen lässt.
Christophe Coin machte mit verschiedenen Formationen und als Solist bislang etwa 50 CD-Einspielungen, von denen mehrere mit namhaften Preisen der Schallplattenkritik ausgezeichnet wurden.